# Centrale hydroélectrique de Pyhäkoski
La centrale hydroélectrique de Pyhäkoski (finnois : Pyhäkosken voimalaitos) est une centrale hydroélectrique située à Muhos  en Finlande.

## Caractéristiques
La conception architecturale de la centrale est due à l'architecte Aarne Ervi.

## Images de la centrale

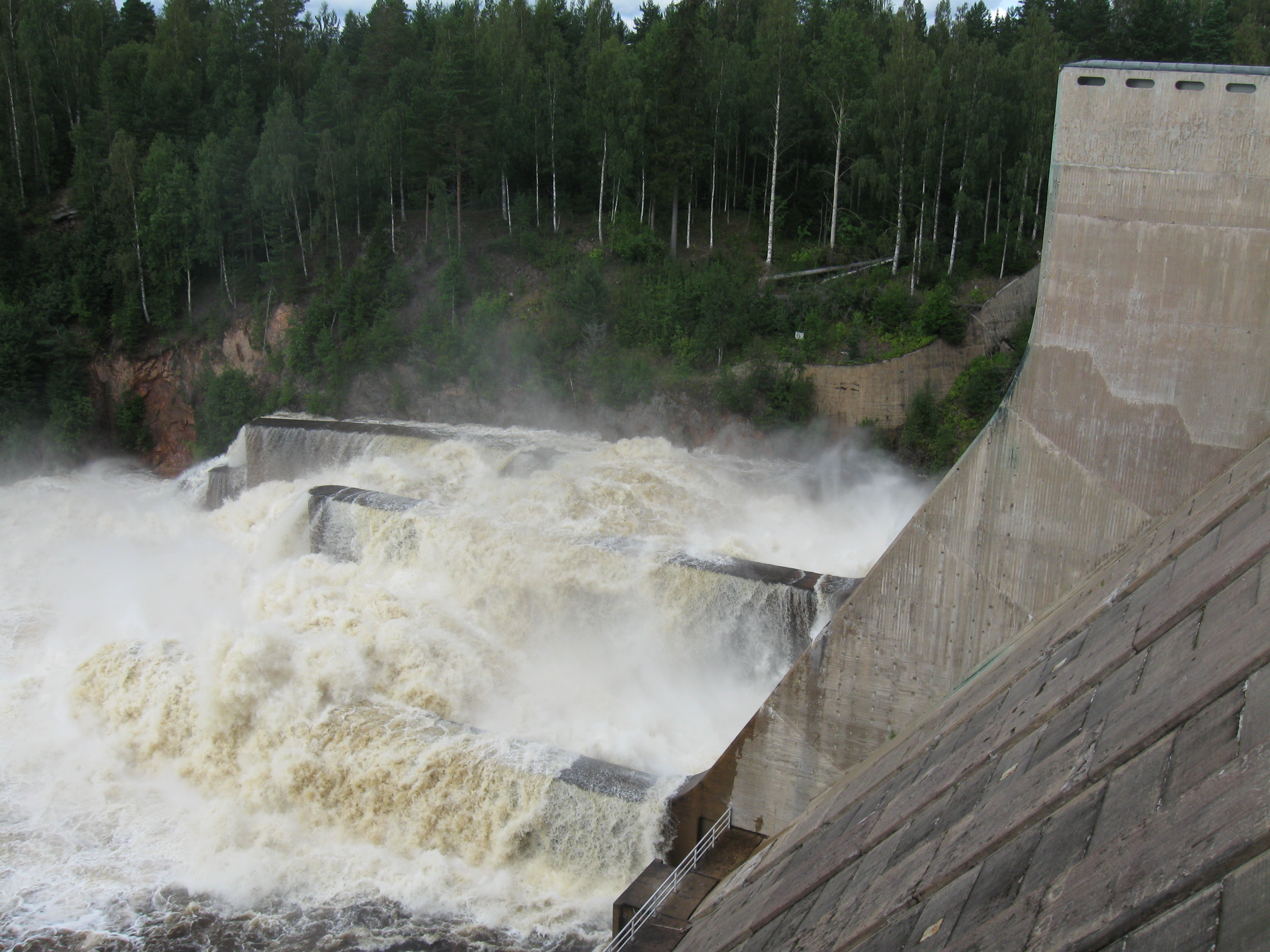
Lacher d'eau du 12.8.2012
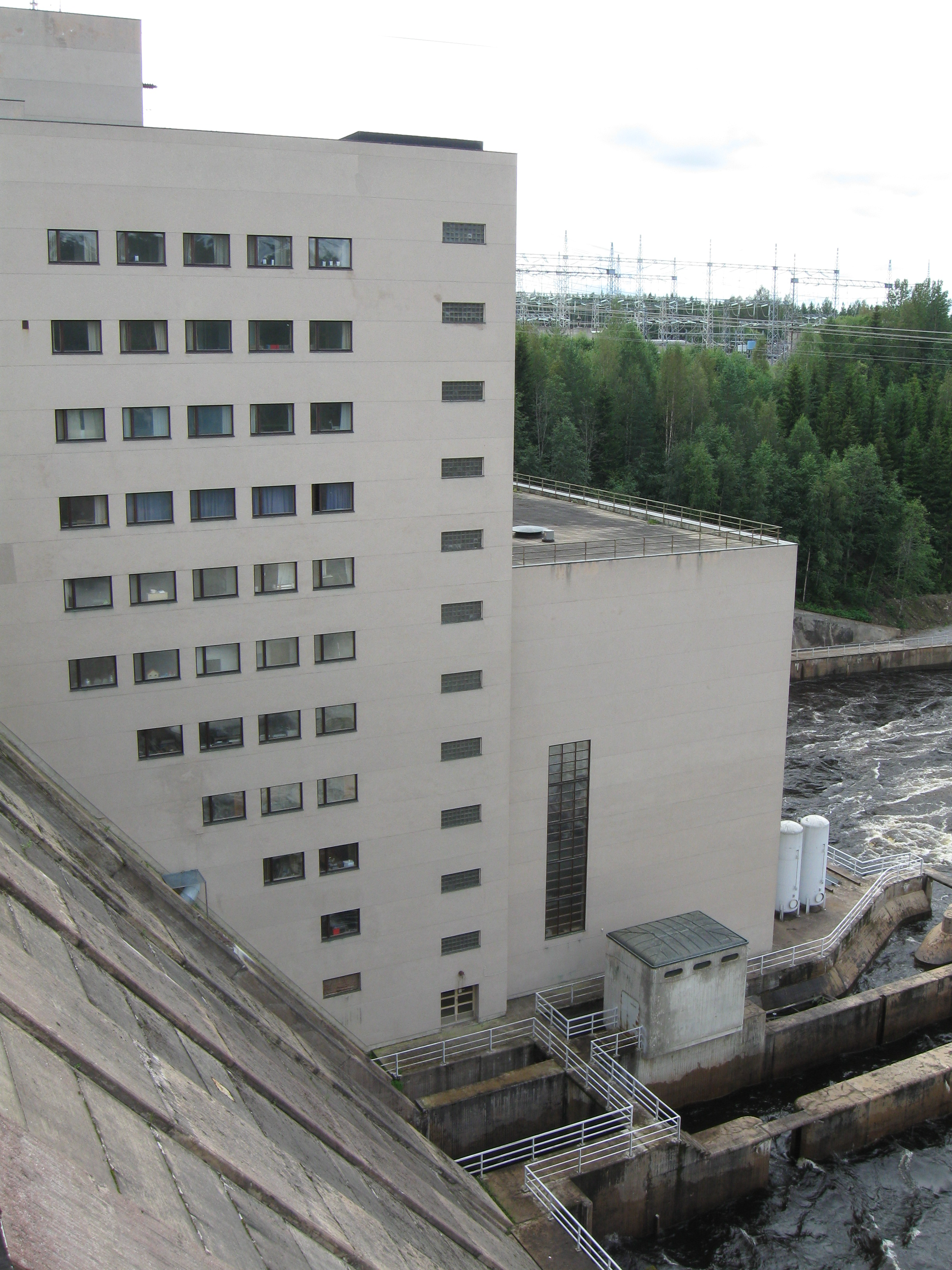
La centrale vue de côté.
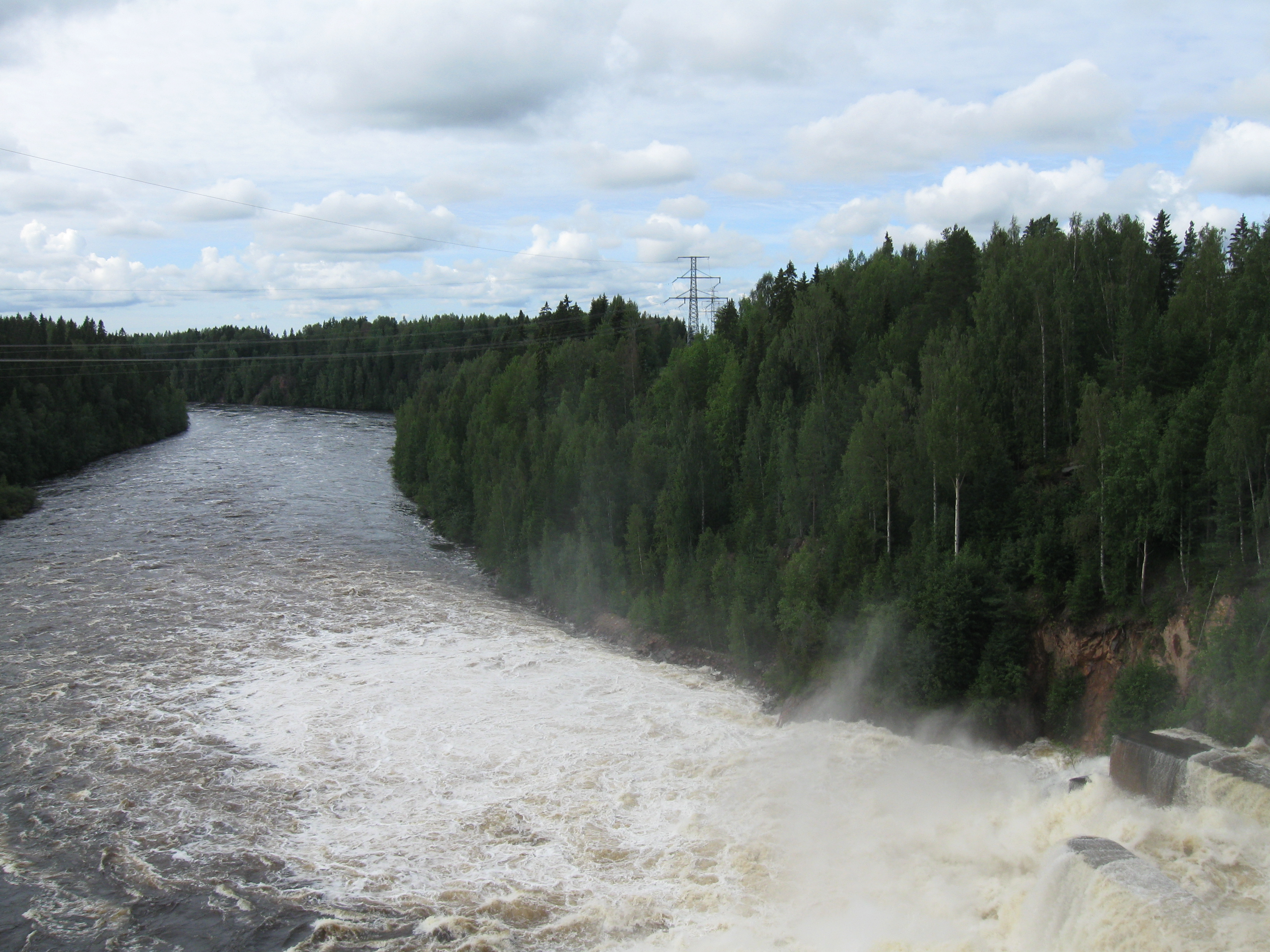
canal aval.
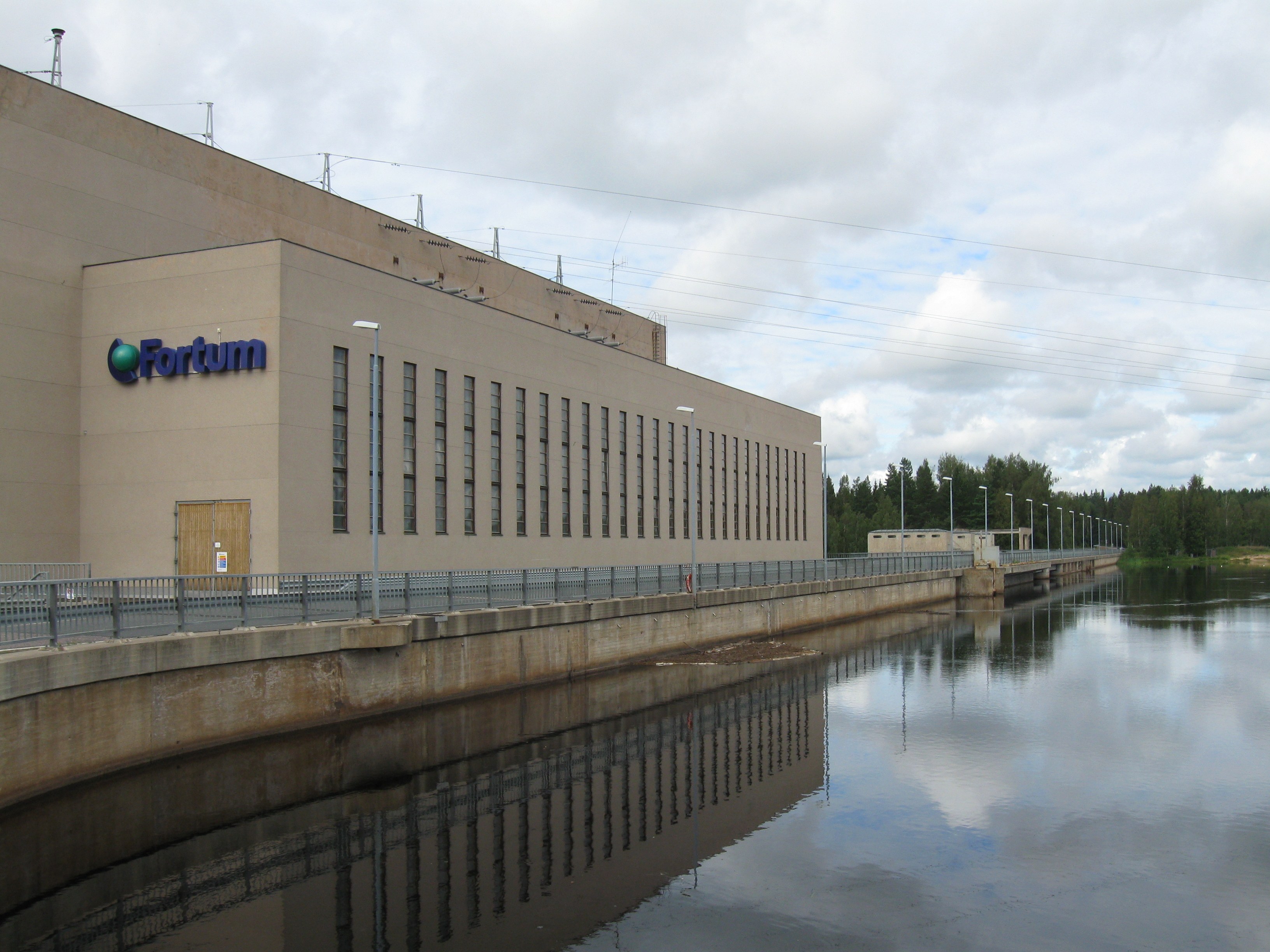
La centrale vue de l'arrière.
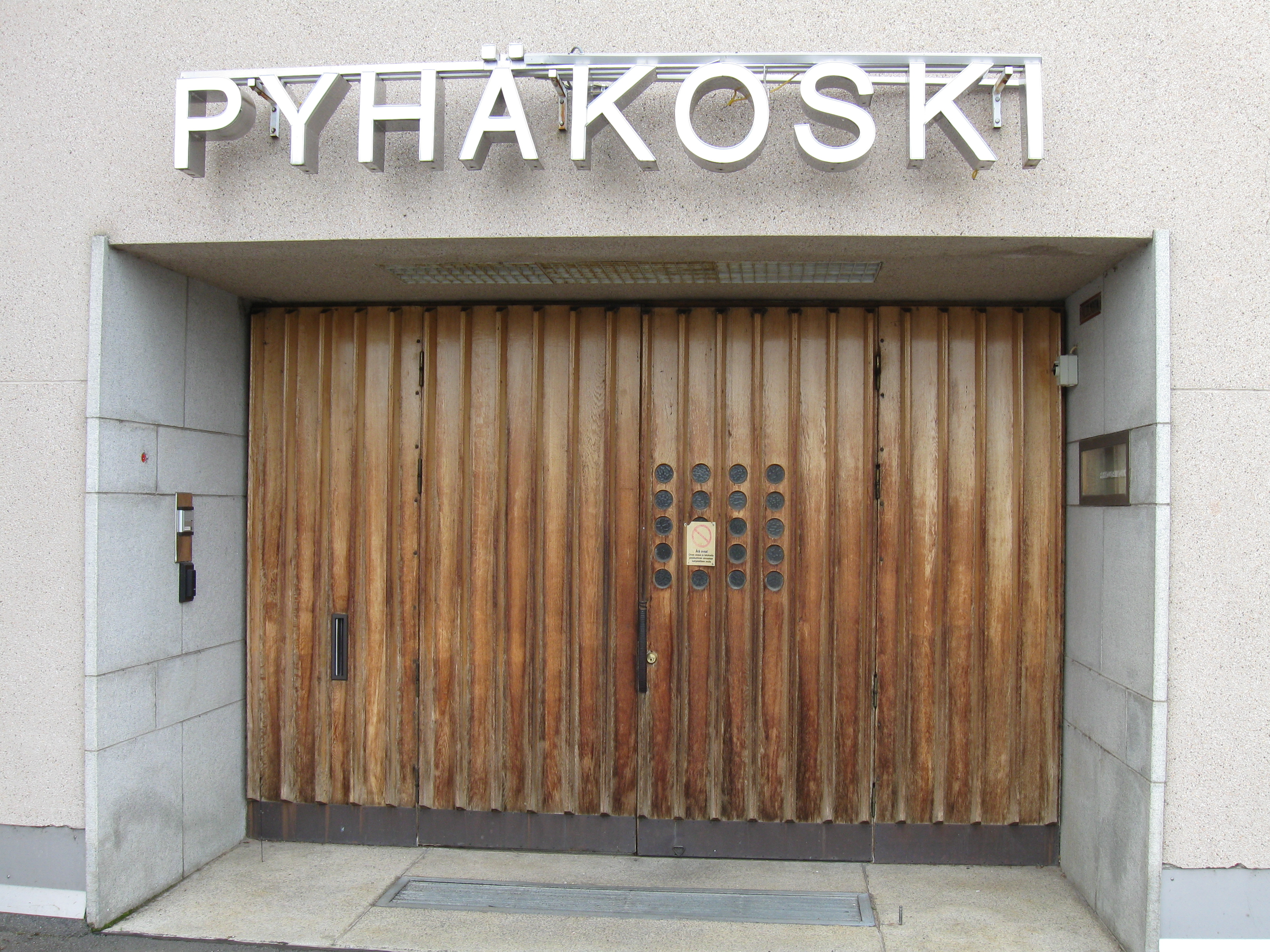
Porte conçue par Aarne Ervi.